# 마녀들
《마녀들》(스웨덴어: Häxan, 덴마크어: Heksen, 영어: The Witches, 1968년 미국에 영어: Witchcraft Through the Ages로 출시)은 스웨덴과 덴마크에서 제작된 1922년 무성 공포 수필 영화(essay film)이다. 벤야민 크리스텐센이 각본, 연출, 주연을 맡았다.
15세기 독일의 이단 심문 안내서 마녀 잡는 망치에 대한 크리스텐센의 개인 연구에 바탕하였으며, 마녀 사냥이 정신 질환과 신경계 질환에 대한 오해에서 기인했을 가능성을 제시한다. 중세 모습의 세심한 재현과 긴 제작 기간으로 인해 200만 크로나가 들었으며, 이로써 당시 스칸디나비아 무성 영화 사상 최고 제작비를 갱신하였다.
고문, 나체, 성적 도착이 생생하게 묘사된 장면과 반교권주의 때문에 독일, 프랑스, 미국 등지에서 검열이 이뤄지거나 상영이 금지되었다.

## 출연진
- 벤야민 크리스텐센
- 오스카르 스트리볼트[4]
- 아스트리드 홀름
- 마렌 페데르센
- 엘리트 피오
- 클라라 폰토피단
- 토라 테예
- 포울 레우메르트

## 같이 보기
- 중세 유럽의 과학